# Mi secreto
Mi Secreto (lit: Meu Segredo) é uma telenovela mexicana produzida por Carlos Moreno Languillo para a TelevisaUnivision e foi exibida pelo Las Estrellas de 12 de setembro de 2022 a 24 de fevereiro de 2023, substituindo Corazón Guerrero e sendo substituída por Eternamente Amándonos.
A trama é um remake da telenovela Ha llegado una intrusa (1974), que por sua vez é baseada na novela brasileira A Intrusa (1967), da Rede Tupi.
É protagonizada por Diego Klein, Macarena García Romero, Karyme Lozano, Arturo Peniche e Andrés Baida e com atuações estelares de Vanessa Bauche, Luis Fernando Peña, Ana Paula Martínez, Laura Vignatti, Mauricio Abularach, Lalo Palacios e Ramsés Alemán; com os primeiros atores Alma Delfina, Luis Felipe Tovar e Eric del Castillo e antagonizada por Isidora Vives, Claudia Ramírez, Fernando Ciangherotti, Chris Pazcal, Rocío Reyna, Daniela Martínez e Solkin Ruz.

## Sinopse
Valeria (Macarena García) e Natalia (Isidora Vives), duas meninas que se conheceram aos oito anos de idade em um internato na Espanha. A experiência da falta de amor de suas famílias as uniu, tornando-as amigas inseparáveis até o dia em que sofrem um terrível acidente. Valeria é a única sobrevivente, mas precisa fugir. A polícia está a caminho e ela sabe que eles não acreditarão em sua inocência. Ela só consegue salvar os documentos de Natalia, então assume a identidade de sua amiga morta e retorna ao seu país. Uma vez no México, Valeria chega à Hacienda Moncada, sem imaginar os problemas e inimigos que a aguardam lá. Mas quando parece que seu segredo nunca a prejudicará, Natalia reaparece. Ela não morreu no acidente e chegará pronta para recuperar a identidade que lhe foi roubada.

## Elenco
- Macarena García - Valeria Lascuráin Estrada de Miranda / Valeria Bernal Domínguez / Natalia Ugarte Monchada
- Diego Klein - Mateo Miranda Villalpando
- Karyme Lozano - Daniela Estrada de Lascuráin[3]
- Arturo Peniche - Ernesto Lascuráin[3]
- Isidora Vives - Natalia Ugarte Monchada
- Andrés Baida - Rodrigo Carvajal Rivero
- Claudia Ramírez - Fedra Espinoza de Ugarte
- Fernando Ciangherotti - Alfonso Ugarte
- Alma Delfina - Elena Mendoza
- Luis Felipe Tovar - Hilario Miranda
- Vanessa Bauche - Carmen "Carmita" Rivero de Carvajal
- Luis Fernando Peña - Joaquín Carvajal
- Eric del Castillo - el Padre David Calderón Díaz
- Chris Pazcal - Gabino Ocampo
- Ana Paula Martínez - Constanza Carvajal Rivera
- Daniela Martínez - Melissa Rivera
- Laura Vignatti - Inés Guzmán Bolaños
- Mauricio Abularach - Bermúdez
- Lalo Palacios - Luis Aguirre Mendoza
- Adrián Escalona - Eduardo Carvajal Rivero
- Rocío Reyna - Fabiola Carvajal Rivero
- Susana Jímenez - Sofía
- Ruy Rodrigo Gaytán - Julián
- Ramsés Alemán - Iker Carrera
- Alejandra Jurado - Juana de Bernal
- Arturo Vinales - Felipe Bernal
- Solkin Ruz - Tony
- Kelchie Arizmendi - Mercedes "Meche"
- Fernando Manzano - Duarte
- Ana Layevska - Mariana Monchada de Ugarte
- Erick García Rojas - Lucio Ocampo
- Juan Luis Arias - Javier
- Priscila Solorio - Gabriela
- Mateo Camacho - Eugenio Suárez
- Paola Toyos - Tania
- Amy Nicole - Itzel
- Luis Gatica - Tomas / José Luis Aguirre
- Silvia Lomelí - Olga
- Alejandra Andreu - Álvarez
- Eduardo Liñán - Juiz
- Salvador Ibarra - Osvaldo
- Eduardo Reza - Mario
- Claudia Ortega - Mónica
- Paula Gralo - Miriam
- Lourdes Reyes - Mara
- Kuno Becker - Alfonso Ugarte (Jovem)
- Ana Paula Cachoua - Valeria Bernal (menina)
- Nicolás Villagrana - Mateo Miranda (menino)
- Fabián Chávez - Ernesto Lascuráin (Jovem)
- Valentina Galiano - Natalia Ugarte (menina)
- Rodrigo Vargas - Rodrigo Carvajal (menino)
- Lizy Martínez - Fedra Espinoza (Jovem)
- Evangelina Sosa - Elena Mendoza (Jovem)
- Alejandro Valencia - Hilario Miranda (Jovem)
- Sharon Gaytán - Carmen "Carmita" (Jovem)
- Jorge Alanis - Luis Aguirre (menino)
- Iker Vallin - Eduardo Carvajal (menino)
- Cosette Esparza - Fabiola Carvajal (menina)

## Produção
Em fevereiro de 2022, foi relatado que Carlos Moreno estaria produzindo uma nova versão da novela de 1974 Ha llegado una intrusa, com o título provisório sendo La impostora. Em 15 de junho de 2022, Macarena García, Isidora Vives, Diego Klein e Andrés Baida foram anunciados nos papéis principais, com o título sendo alterado para Mi secreto. As filmagens da novela começaram em 5 de julho de 2022.
A partir do capítulo 58, exibido no dia 30 de novembro de 2022, passou a ir ao ar a segunda parte da trama, anunciada através do slogan Llamando a la puerta, no qual apresentou o retorno da personagem de Isidora Vives como a verdadeira Natalia Ugarte.

## Exibição
Na África
Foi exibida pelo TLNovelas entre 10 de junho a 22 de novembro de 2024, em dual áudio (português e inglês), substituindo Penso em Ti e sendo substituída por Meu Caminho é Te Amar. A dublagem em português foi realizada pela RioSound, como parte de um acordo entre o SBT e a Televisa para a produção conjunta de dublagens, permitindo que a mesma versão fosse utilizada por ambas as emissoras.

## Audiência
| Horário             | # Eps. | Estreia                | Estreia           | Final                   | Final           | Posição | Temporada | Classificação geral |
| Horário             | # Eps. | Data                   | Primeiro capítulo | Data                    | Último capítulo | Posição | Temporada | Classificação geral |
| ------------------- | ------ | ---------------------- | ----------------- | ----------------------- | --------------- | ------- | --------- | ------------------- |
| Segunda—Sexta 16h30 | 120    | 12 de setembro de 2022 | 2.5               | 24 de fevereiro de 2023 | 3.3             | #1      | 2022-2023 | 2.6                 |